# Bewdley
Bewdley är en stad och civil parish i Wyre Forest i Worcestershire i England. Orten har 9 240 invånare (2011).